# Sandro Foda
Sandro Foda (Magonza, 28 dicembre 1989) è un calciatore tedesco, centrocampista del Wildon.
Suo padre Franco, ex calciatore, è allenatore, mentre suo fratello Marco è a sua volta calciatore.

## Palmarès

### Club

#### Competizioni nazionali
- ÖFB-Cup: 1

Sturm Graz: 2009-2010
- Fußball-Bundesliga (Austria): 1

Sturm Graz: 2010-2011